# 築上発電所
築上発電所（ちくじょうはつでんしょ）は、福岡県豊前市にあった九州電力の火力発電所。

## 概要
1952年に1号機が運転を開始、3号機までが建設された。
1号機では国内初の60気圧ボイラーを採用し、2号機では国内初の水素冷却型発電機を採用するなど、当時最新鋭の火力発電所であった。
その後、大容量火力発電所の運転開始や老朽化に伴い廃止された。

## 廃止された発電設備
- 総出力：14.5万kW

1号機（廃止）
定格出力：3.5万kW
使用燃料：石炭
営業運転期間：1952年3月14日 - 1977年8月17日
2号機（廃止）
定格出力：5.5万kW
使用燃料：石炭
営業運転期間：1954年3月5日 - 1977年8月17日
3号機（廃止）
定格出力：5.5万kW
使用燃料：石炭
営業運転期間：1954年10月9日 - 1977年8月17日